# Nanning van Foreest (1529-1592)

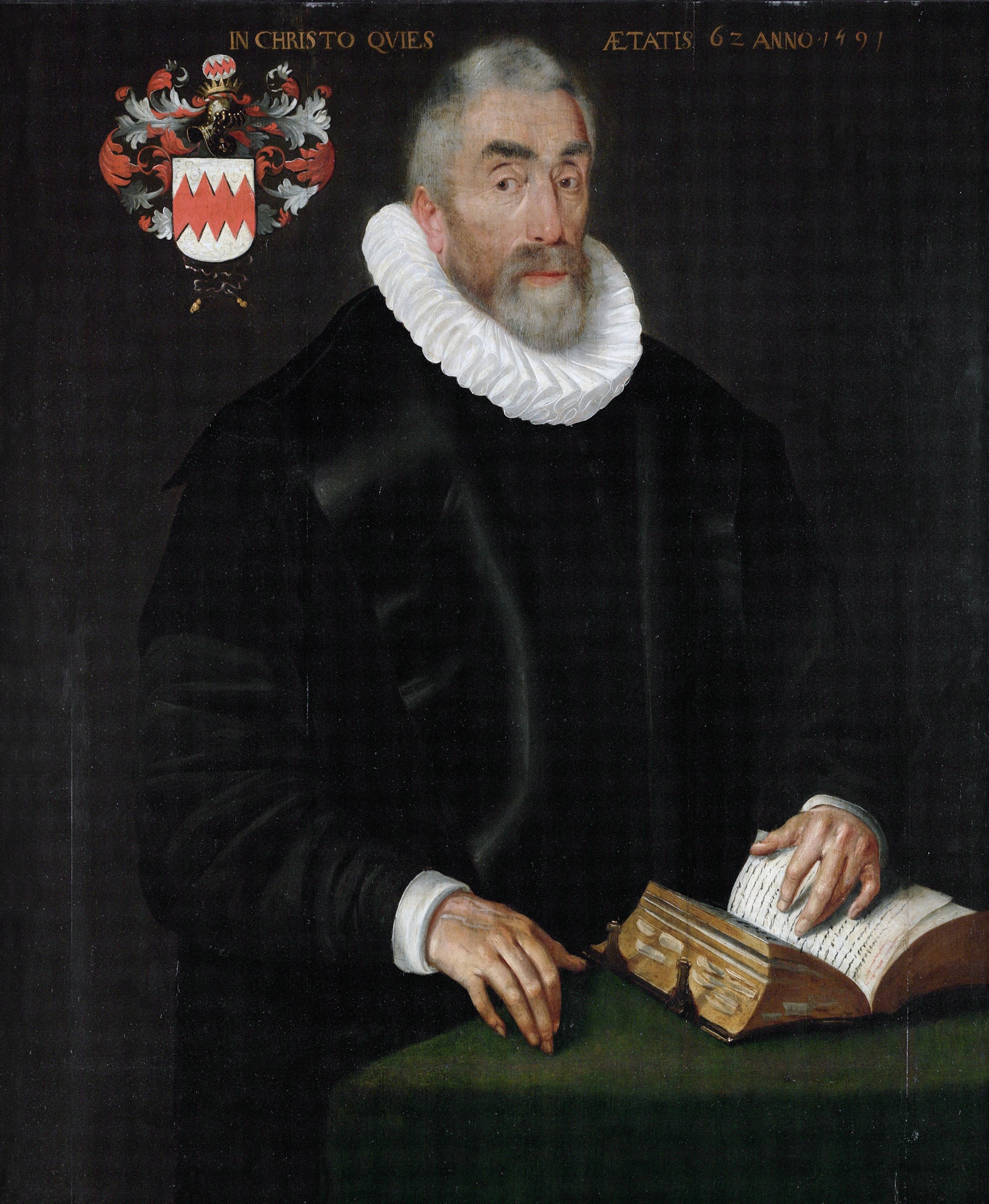
Nanning van Foreest (1591)

Nanning van Foreest (Alkmaar, 1529 - Den Haag, 3 oktober 1592) was onder andere vroedschap, secretaris en pensionaris van Alkmaar, raadsheer van de Hoge Raad van Holland, Zeeland en West-Friesland, gedeputeerde ter Staten-Generaal voor Holland, en gecommitteerde van de Unie van Utrecht.
Nanning van Foreest werd geboren als zoon van Jorden van Foreest (1494-1559) en Margriet, dochter van Nanning Beyers. In 1559 trad hij in het huwelijk met Christina Queeckel, die een jaar later stierf in het kraambed na de geboorte van haar dochter Margaretha. 
Op 13 april 1566 trouwde hij te Maurik met Maria van Hattem (1533-1624). Zij kregen vijf kinderen: drie zoons en twee dochters. Zijn jongste zoon Nanning zou in zijn voetsporen treden als bestuurder van de stad Alkmaar en het gewest Holland.
Nanning van Foreest kreeg een katholieke opvoeding aan de Alkmaarse Latijnse school. In 1548 begon hij zijn studie rechten aan de Katholieke Universiteit Leuven, en hij promoveerde aldaar in 1554. Teruggekeerd in Alkmaar trad hij toe tot het stadsbestuur. Daarnaast werd hij lid van het invloedrijke katholieke broederschap van het Papengilde, dat het Onze Lieve Vrouwe altaar onderhield in de  Sint-Laurenskerk .
Samen met zijn broers Dirk en Jan speelde Nanning van Foreest een vooraanstaande rol in de Nederlandse Opstand. In het jaar van de eerste beeldenstorm, 1566, dienden deze gebroeders Van Foreest, tezamen met tien andere vooraanstaande Alkmaarders, een rekest in bij de magistraat Hendrik van Brederode met het verzoek om de Minderbroederskerk in Alkmaar te bestemmen voor het gereformeerd protestantisme. Kort daarna vluchtte hij, met medeneming van vele van zijn roerende goederen, naar de Oost-Friese plaats Campen, gelegen nabij het protestante toevluchtsoord Emden. Hij ontkwam daarmee tijdig aan het vonnis van de Bloedraad. In 1568 werd hij bij verstek veroordeeld voor ketterij en verbannen met verbeurdverklaring van goederen. Hij steunde de oprichting van de Nederduits Gereformeerde Kerk te Emden.
Na de Geuzenopstand, eind september 1572, is Nanning van Foreest teruggekeerd in Alkmaar. Aldaar werd hij op 27 september 1572 door de Staatse partij tot pensionaris benoemd. Tijdens het beleg van Alkmaar van 23 augustus tot 8 oktober 1573 hield hij een dagboek bij  Een cort verhael van de strenghe belegheringhe ende aftreck der Spangiaerden van de stadt Alcmaer gheleghen in Holland, waarin hij tal van bijzonderheden over deze periode heeft opgetekend. Deze kroniek werd voor het eerst gedrukt te Delft in 1574. Daarna zijn vele herdrukken verschenen.
Op 23 januari 1579 was Nanning aanwezig als gecommitteerde bij de ondertekening van de Unie van Utrecht. Op 25 februari 1582, nam hij ontslag als pensionaris aangezien hij op 13 februari 1582 was beëdigd als raadsheer van de Hoge Raad van Holland, Zeeland en West-Friesland. Hij verhuisde naar Den Haag en bleef raadsheer tot aan zijn overlijden op 3 oktober 1592.